# Флуконазол
Флуконазол — синтетический противогрибковый препарат группы триазолов, применяемый для лечения и профилактики кандидоза и некоторых других микозов. Обычно препарат переносится хорошо, но в редких случаях возникают серьёзные побочные эффекты.
Флуконазол включён в Примерный перечень основных лекарственных средств Всемирной организации здравоохранения.

## Физические свойства
Температура плавления 139 °C, температура дегидратации 70—104 °C.

## Фармакологические свойства

### Фармакодинамика
Противогрибковое средство, обладает высокоспецифичным действием, ингибируя активность ферментов грибов, зависимых от цитохрома P450. Блокирует превращение ланостерола клеток грибов в эргостерол; увеличивает проницаемость клеточной мембраны, нарушает её рост и репликацию. Флуконазол, являясь высокоизбирательным для цитохрома P450 грибов, практически не угнетает эти ферменты в организме человека (в сравнении с итраконазолом, клотримазолом, эконазолом и кетоконазолом в меньшей степени подавляет зависимые от цитохрома P450 окислительные процессы в микросомах печени человека). Не обладает антиандрогенной активностью. Активен при оппортунистических микозах, в том числе вызванных Candida spp. (включая генерализованные формы кандидоза на фоне иммунодепрессии), Cryptococcus neoformans и Coccidioides immitis (включая внутричерепные инфекции), Microsporum spp. и Trichophyton spp.; при эндемических микозах, вызванных Blastomyces dermatidis, Histoplasma capsulatum (в том числе при иммунодепрессии).
Для профилактики грибковых инфекций у больных со злокачественными новообразованиями при лечении их цитостатиками или проведении лучевой терапии; при пересадке органов и в других случаях, когда подавлен иммунитет и имеется опасность развития грибковой инфекции.

### Фармакокинетика
Фармакокинетика флуконазола одинаковая и при внутривенном инфузионном введении, и при пероральном приёме, причём суспензия в этом смысле эквивалентна таблеткам.
Препарат быстро и практически полностью всасывется в кишечнике, максимальная концентрация в плазме крови достигается через 1-2 часа после перорального приёма, биодоступность составляет больше 90 %, на абсорбцию флуконазола кислотность желудочного сока не влияет.
При лактации концентрация флуконазола в грудном молоке такая же, как и в плазме крови.

## Применение
Флуконазол применяется при системных поражениях, вызванные грибами cryptococcus, при генерализованных, диссеминированных и локализованных кандидозах, при кандидемии, микозах, кокцидиоидомикозе и других заболеваниях, вызванных микроскопическими грибами.

## Побочные эффекты
Редкими побочными эффектами является гепатотоксичность, тошнота, диарея, метеоризм, гипербилирубинемия, повышение концентрации печёночных ферментов и другие.

## Документы
- Реестровая запись ФС-001304 : Флуконазол // Государственный реестр лекарственных средств. — Минздрав РФ, 2016. — 11 января.
- Регистрационное удостоверение ЛП-005224 : Флуконазол // Государственный реестр лекарственных средств. — Минздрав РФ, 2018. — 3 декабря.
- Гордеева, Н. Г. Инструкция по медицинскому применению лекарственного препарата Биннофлуназол : ЛП-005224-031218 / ООО ПФК «Алиум». — Министерство здравоохранения Российской Федерации, 2018. — 3 декабря. — 25 с.